# Margarita de la Cerda

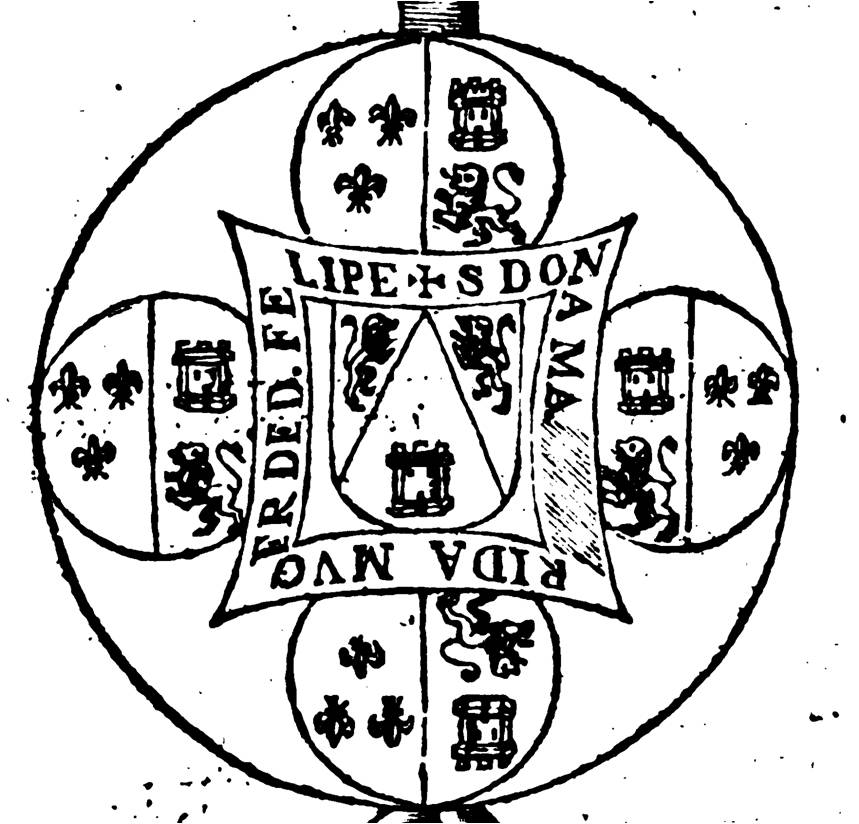
Sello de Margarita de la Cerda

Margarita de La Cerda (1293 - después de 1328), dama castellano-leonesa, hija de Alfonso de la Cerda y de Matilde de Brienne-Eu. 
Fue señora de Lemos y Sarria y bisnieta de Alfonso X de Castilla.

## Orígenes familiares
Fue hija de Alfonso de la Cerda y de Matilde de Brienne-Eu. Por línea paterna era nieta del infante Fernando de la Cerda y de la infanta Blanca de Francia. Por parte materna era nieta de Juan de Brienne, conde de Eu, y de Beatriz de Châtillon.
Fue hermana, entre otros, de Alfonso de la Cerda «el de España», de Luis de la Cerda y de Juan Alfonso de la Cerda.

## Biografía
Margarita de la Cerda nació en 1293. Su padre, Alfonso de la Cerda, era el hijo mayor del infante Fernando de la Cerda, y durante los reinados de Sancho IV, Fernando IV y Alfonso XI intentó apoderarse del trono castellano-leonés.
Margarita de la Cerda contrajo matrimonio, antes del mes de noviembre de 1315, con el infante Felipe de Castilla, hijo del rey Sancho IV de Castilla y de la reina María de Molina, aunque ambos fallecieron sin haber dejado descendencia legítima. Su esposo, el infante Felipe de Castilla, fue señor de Cabrera y Ribera, señor de Lemos y Sarria, adelantado mayor de Galicia, pertiguero mayor de Santiago, comendero de la Iglesia de Lugo y mayordomo mayor del rey Alfonso XI de Castilla, cargo este último que desempeñó entre diciembre de 1325 y enero de 1327. Además, su esposo fue tutor del rey Alfonso XI durante la minoría de edad del monarca, junto con don Juan Manuel y Juan de Haro, y falleció en la ciudad de Madrid en el mes de abril de 1327.
El 4 de mayo de 1328 Margarita de la Cerda otorgó testamento, hallándose en el municipio de Santa Olalla, y entre otras disposiciones, ordenaba que su cadáver recibiera sepultura en el monasterio de Santa Clara de Allariz, en el que según consta en el mismo documento, había sido enterrado su esposo.
Se desconoce su fecha exacta de defunción, aunque hubo de ocurrir después del 4 de mayo de 1328, fecha en la que otorgó testamento.

## Sepultura
Margarita de la Cerda fue sepultada en el monasterio de Santa Clara de Allariz, según había dispuesto en su testamento, otorgado el 4 de mayo de 1328 en Santa Olalla.
En el coro del monasterio de Santa Clara de Allariz se encontraban dos tumbas altas de madera en las que se aseguraba que reposaban los restos del infante Felipe de Castilla y los de su esposa, Margarita de la Cerda.